# Silcott
Silcott az Amerikai Egyesült Államok északnyugati részén, Washington állam Asotin megyéjében elhelyezkedő önkormányzat nélküli település.
Silcott postahivatala 1883 és 1931 között működött. A település nevét John Silcott telepesről kapta.

## Fordítás
Ez a szócikk részben vagy egészben  a   Silcott, Washington című angol Wikipédia-szócikk ezen változatának fordításán alapul.  Az eredeti cikk szerkesztőit annak laptörténete sorolja fel. Ez a jelzés csupán a megfogalmazás eredetét és a szerzői jogokat jelzi, nem szolgál a cikkben szereplő információk forrásmegjelöléseként.